# کوترایشن
کوترایشن (به آلمانی: Kötterichen) یک شهر در آلمان است که در فولکانایفل واقع شده‌است. کوترایشن ۱۲۰ نفر جمعیت دارد.